# Cassia de senatu
Cassia de senatu va ser una llei romana que va excloure del senat als que havien estat condemnats pels poble o destituïts de les seves magistratures; es va adoptar l'any 646 de la fundació de Roma (104 aC) sota els cònsols Gai Mari i Gai Flavi Fímbria, a proposta del tribú de la plebs Luci Cassi Longí, que tenia en la llei un interès personal, ja que estava dirigida contra Quint Servili Cepió, el seu enemic, que dos anys abans havia conduït malament la guerra i havia estat desposseït del consolat.